# Grenant-lès-Sombernon
Grenant-lès-Sombernon är en kommun i departementet Côte-d'Or i regionen Bourgogne-Franche-Comté i östra Frankrike. Kommunen ligger i kantonen Sombernon som tillhör arrondissementet Dijon. År 2022 hade Grenant-lès-Sombernon 216 invånare.

## Befolkningsutveckling
Antalet invånare i kommunen Grenant-lès-Sombernon
Referens:INSEE